# Stephanie Stremler

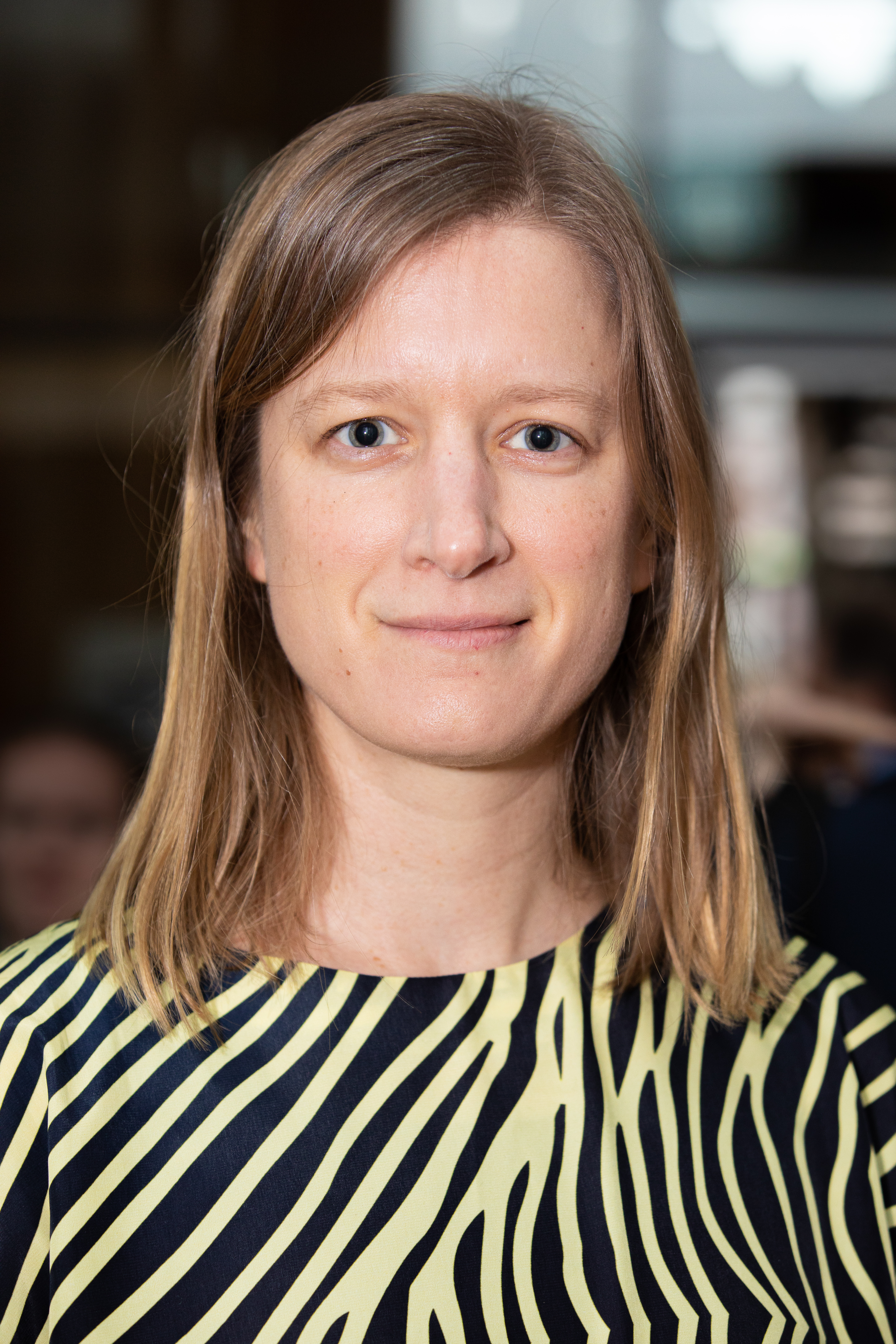
Stephanie Stremler (2020)

Stephanie Stremler (* 30. März 1977 in Aachen) ist eine deutsch-luxemburgische Schauspielerin.

## Leben
Stephanie Stremler wuchs in Köln und später in Lindau (Bodensee) auf. Sie absolvierte am Bodensee-Gymnasium Lindau ihr Abitur. Bekannt wurde Stremler als eine der vier Protagonistinnen in Andres Veiels Dokumentarfilm Die Spielwütigen, der ihr Studium von 1998 bis 2002 an der Hochschule für Schauspielkunst „Ernst Busch“ Berlin begleitete. In Hanna Dooses 2012 veröffentlichtem Spielfilm Staub auf unseren Herzen hatte sie die Hauptrolle an der Seite von Susanne Lothar. In Katrin Rothes Film Johnny & Me spielte sie die Hauptrolle. Als krisengeplagte Grafikdesignerin beschäftigt sie sich mit dem Leben und Werk des antifaschistischen Plakatkünstlers John Heartfield. Der Film feierte im Juni 2023 Weltpremiere auf dem Trickfilmfestival Annecy im Wettbewerb Contrechamp.

## Filmografie (Auswahl)
- 2004: Die Spielwütigen
- 2007: Notruf Hafenkante (Fernsehserie, Folge Erschütterungen)
- 2009: Die Liebe und Viktor
- 2011: Wer wenn nicht wir
- 2012: Staub auf unseren Herzen
- 2013: Die Bücherdiebin
- 2014: Melusine
- 2015: Der Tatortreiniger – Bestattungsvorsorge
- 2017: The Cakemaker (HaOfe MeBerlin)
- 2020: SOKO Stuttgart (Fernsehserie, Folge Ruhe in Frieden)
- 2020: Notes of Berlin
- 2021: Kroymann (Satiresendung, 1 Folge)
- 2023: Johnny & Me – Eine Zeitreise mit John Heartfield
- 2025: SOKO Leipzig  (Fernsehserie, Folge Hasch mich)

## Hörspiele und Features
- 2014: Johanna Olausson: Refuse, Reduce, Reuse – Regie: Johanna Olausson (Radio-Feature – Dkultur)